# جی. گانیس دیویس
جی. گانیس دیویس (انگلیسی: J. Gunnis Davis؛ ‏ ۲۱ دسامبر ۱۸۷۳ – ۲۳ مارس ۱۹۳۷) بازیگر اهل بریتانیا بود. وی بین سال‌های ۱۹۰۱ تا ۱۹۳۶ میلادی فعالیت می‌کرد.
از فیلم‌ها یا مجموعه‌های تلویزیونی که وی در آن‌ها نقش داشته‌است، می‌توان به قایق نمایش، عروس فرانکنشتاین، فرشته سپید و کاپیتان بلاد اشاره نمود.